# Svatý Dominik Loricatus
Svatý Dominik Loricatus (od slova lorica – kroužková košile, brnění; it. Domenico Loricato; lat.  Dominicus Loricatus; asi 995–14. říjen 1060), česky nazývaný Obrněnec či Obrněný, byl italský římskokatolický světec, proslulý především přísnou askezí a sebebičováním. Jeho svátek se slaví 14. října.

## Život
Pocházel z pomezí krajů Marche a Umbrie v Itálii, narodil se snad někde poblíž Gubbia. Vinou rodičů byl svatokupeckým způsobem, to je za úplatek, vysvěcen za kněze. Když se to dověděl, rozhodl se zasvětit svůj život pokání. Umínil si, že už nikdy nebude sloužit mši, opustil svět a stal se mnichem v kamaldulském klášteře v umbrijských lesích. Asi v roce 1040 odešel do společenství poustevníků (kamaldulů) ve Fonte Avellana v regionu Marche a stal se přítelem sv. Petra Damianiho, jenž tam působil. V roce 1059 byl Dominik ustanoven převorem v klášteře na úpatí hory Monte San Vicino, poblíž obce Frontale. V tomto klášteře dne 14. října 1060 zemřel a byl v něm i pochován.
Dominik byl stoupencem přísné askeze, umrtvování těla a konal velmi tvrdé pokání. Po mnoho let nosil na holém těle železné brnění (odtud přízvisko Loricatus, Obrněnec). B. M. Kulda takto líčí asketický způsob jeho života: Jenom v neděli a ve čtvrtek jedl chléb s troškou vlašského kopru. Jindy žil o pouhém chlebě a vodě, maličko spával, nosil mimo železné brnění několik řetězů kolem těla, a nežli se vymodlil jeden žaltář, začasté i tisíckrát na kolena poklekl. Jednoho dne takto vyříkal žaltář osmkrát. Přitom ještě mrskal své tělo metlami, a po několik roků před smrtí svou řemeny. Málokdy minul den, aby nebyl dvakráte přemýšlel o žaltáři, bez ustání se mrskaje. Začasté, zvláště za postu čtyřicetidenního, bičoval se, pokud nevyříkal žaltář třikráte. Modlitbu a trýzeň svou obětoval Bohu za hříchy jiných, počítaje deset žalmů a tisíc ran za čtyři měsíce pokuty církevní; třicet žalmů a tři tisíce ran za rok; a bičování během celého žaltáře a patnáct tisíc ran za pět roků pokání od Církve ukládaného.
Svatý Dominik inspiroval k podobnému jednání mnoho kajícníků, což vyústilo ve středověké hnutí flagelantů, které se rozšířilo po celé Evropě.

## Úcta
Již v roce 1061, krátce po světcově smrti, požádal papež Alexandr II. Petra Damianiho, aby o zesnulém napsal hagiografický text, který by mohl být předčítán věřícím. Damiani této žádosti vyhověl a sepsal spis Vita sancti Rudolphi et sancti Dominici Loricati [Život svatého Rudolfa a svatého Dominika Loricata], ve kterém vylíčil kromě života sv. Dominika i život sv. Rudolfa, biskupa v Gubbiu, jenž zemřel v roce 1064. Život sv. Dominika později obšírně vylíčili bollandisté v Acta sanctorum.
Svatý Dominik Loricatus byl zapsán do Římského martyrologia, oficiálního seznamu světců římskokatolick církve,  a je v něm uváděn i po II. vatikánském koncilu. Když zanikl klášter, ve kterém byl původně pohřben, byly světcovy ostatky přeneseny do kostela sv. Anny ve Frontale (nyní součást obce Apiro), kde jsou stále předmětem úcty věřících. Jeho liturgická památka připadá na 14. říjen.